# 張進 (後趙)
张进，后赵元城（今河北省大名县东）屠各人。
张进为后赵刺奸外部都督，纠举不避豪强。军中称之为张霹雳。张进官至野王郡太守。328年，前赵刘曜渡过黄河，派遣诸将进攻汲郡、河内郡。后赵的荥阳郡太守尹矩、野王太守张进等都归降刘曜。